# Cayambe Coca Ecological Reserve
Cayambe Coca Ecological Reserve är ett naturreservat i Ecuador.   Det ligger i provinsen Napo, i den centrala delen av landet, 90 km öster om huvudstaden Quito.